# Jeu par arrangement
 (septembre 2014).
Si vous disposez d'ouvrages ou d'articles de référence ou si vous connaissez des sites web de qualité traitant du thème abordé ici, merci de compléter l'article en donnant les références utiles à sa vérifiabilité et en les liant à la section « Notes et références ».
Pour les articles homonymes, voir Jeu et Arrangement (homonymie).
Un jeu par arrangement, ou jeu de placement, est un jeu de société caractérisé par trois critères :
- Le but est de réaliser des alignements ou des configurations avec les pièces que l'on introduit dans le jeu.
- Le tablier (ou l'espace de jeu) est vide ou pratiquement vide au départ
- Le tour d'un joueur consiste à poser une ou plusieurs pièces sur l'espace de jeu, dans le but d'atteindre son objectif

Ces trois critères définissent un jeu par arrangement.
Les pièces peuvent être des pions, des tuiles, des bâtonnets, des cartes ...
La plupart du temps, les pièces introduites ne sont pas retirées du jeu. Si certaines le sont, cela ne constitue pas l'essence du jeu.
Il peut exister des formes électroniques de ce type de jeu de société, sur console de jeu, sur micro-ordinateur ou sur internet.

## Jeu de stratégie par arrangement
Un jeu de stratégie par arrangement est un jeu qui est à la fois un jeu de stratégie combinatoire abstrait et un jeu par arrangement. Il est donc dépourvu de hasard et se pratique généralement sur un tablier.
La forme la plus pure d'un jeu de stratégie par arrangement est celle où un pion une fois posé n'est plus jamais déplacé ni retiré. C'est par exemple le cas de jeux comme Puissance 4 ou Tic-tac-toe.
La règle peut prévoir des conditions de retrait de pions, essentiellement dans le but d'établir des menaces. Cela ne constitue pourtant pas l'essence du jeu ni son objectif. Dans le jeu de go, la capture de nombreux prisonniers n'est pas le but du jeu, c'est plutôt un évènement qu'un bon joueur doit éviter. Cela n'arrive pratiquement pas en compétition puisque le joueur qui va subir un tel évènement abandonne généralement la partie, sauf s'il a prévu que la perte des prisonniers sera compensé par un avantage stratégique important. Dans une partie de Pente, le but du jeu est d'aligner 5 pions. La règle de capture n'est pas l'essence du jeu, même s'il est possible de gagner en capturant le premier dix pions adverses.
Dans d'autres jeux, la phase de pose peut être suivie d'une phase de déplacement, comme à la Marelle ou au Wali. Mais il ne s'agit alors que de résoudre la situation de jeu créée par la pose des pions. Les bons joueurs de Wali savent parfaitement que tout est joué à l'issue de la phase de pose.

## Jeu laissant une part au hasard

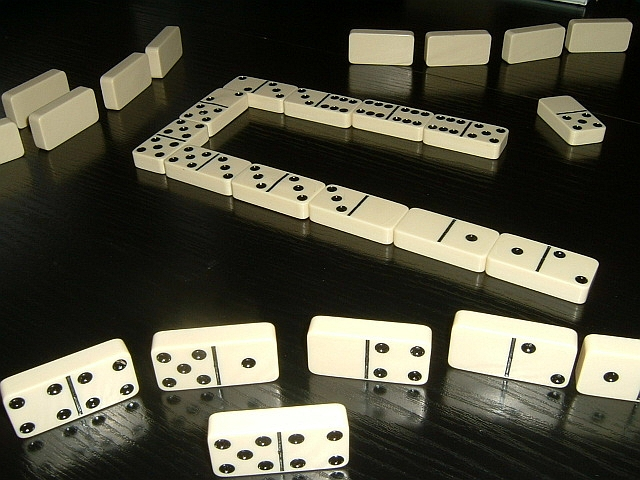
Un jeu de dominos.

À côté des jeux de stratégie pure, il existe aussi des jeux par arrangement qui laissent une part raisonnable au hasard. Le premier jeu qui vient à l'esprit est le jeu de dominos ; il ne répond pas rigoureusement à la définition, puisque le but n'est pas de réaliser des arrangements. Cependant, le mécanisme de base de ce jeu (emplacement de pose conditionnée par un côté commun) se retrouve dans de nombreux jeux d'arrangement développés par la suite.
Les jeux de société modernes fournissent une grande variété de jeux par arrangement, essentiellement développés par des éditeurs allemands à partir des années 1980.
Dans ce type de jeu, les joueurs posent tour à tour des pions, des marqueurs ou des tuiles pour former des figures selon des règles précises. Le but du jeu est de réaliser des objectifs de construction, avec une comptabilisation au cours du jeu ou en fin de partie. Là aussi, un élément de jeu une fois posé n'est a priori pas déplacé. Il peut être retiré, mais cela ne constitue pas le but du jeu.
Dans cette famille de jeux, on trouve de nombreux jeux de pavage, où les pièces doivent être posées en respectant des règles de voisinage, comme dans Carcassonne, La Guerre des moutons.

## Analogie avec le mécanisme de pose
L'appellation « jeu par arrangement » sera réservée aux jeux dont le mécanisme de pose constitue l'essence du jeu.
Lorsqu'un jeu comporte des phases de pose de pièces mais que cela ne constitue pas l'essentiel du jeu, on parle plutôt de mécanisme de pose. Un tel mécanisme est par exemple utilisé dans les jeux de guerre ou les jeux de figurines, ou dans des jeux comme Full Métal Planète, dont la phase initiale est le placement de certaines pièces.
La seule utilisation d'un principe de pose de pièces tour à tour ne suffit pas à qualifier un jeu de "jeu par arrangement" si le but n'est pas l'atteinte d'une configuration ou d'un alignement. On exclura donc des jeux comme les dominos.